# Жилмассив завода «Большевик»

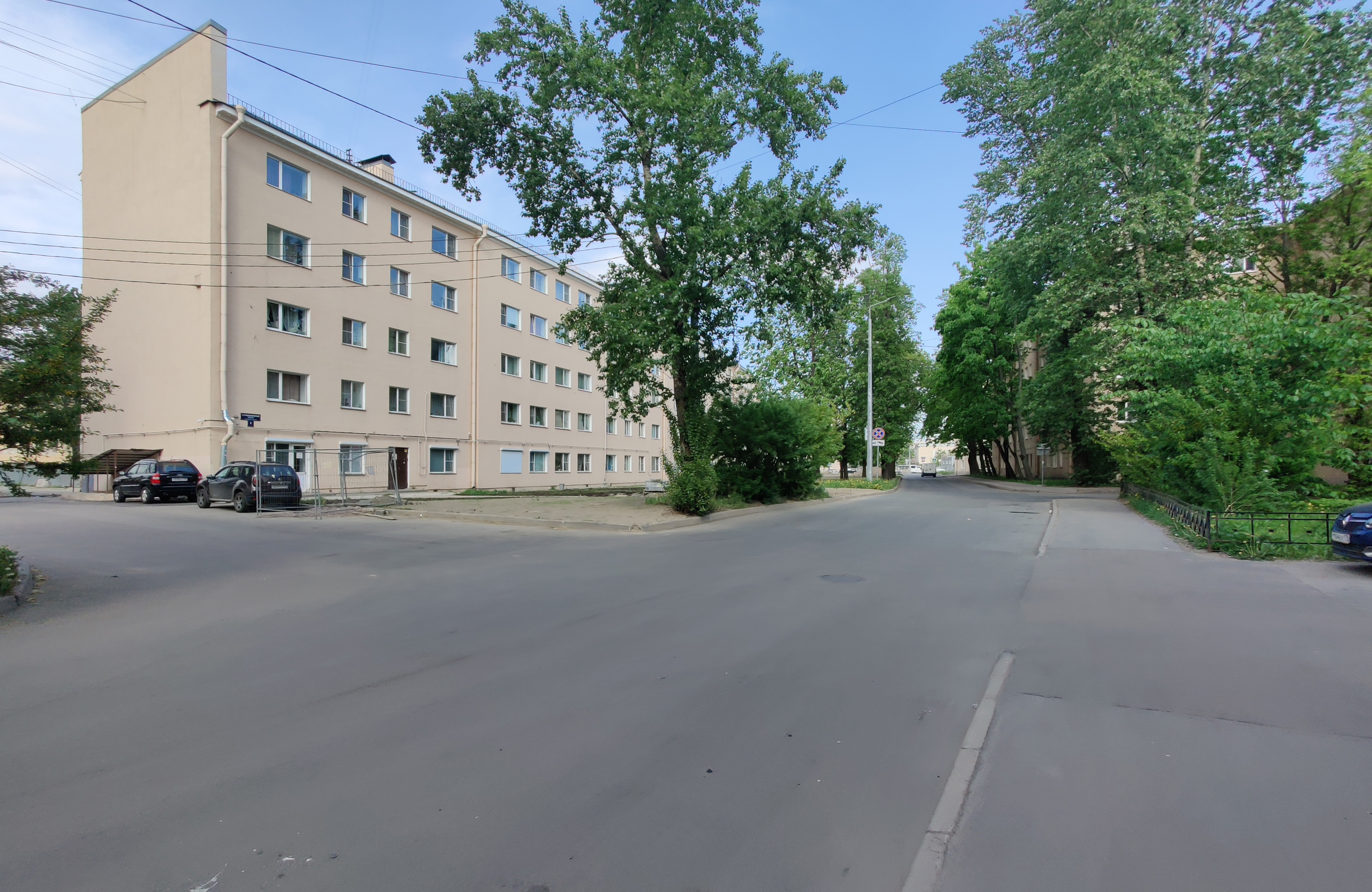
1-й Рабфаковский пер., 6. Вид с юго-запада.

Жилмассив завода «Большевик» — жилой комплекс эпохи конструктивизма в Невском районе Санкт-Петербурга, построенный в 1925—1935 гг. по проекту архитекторов Г. А. Симонова и Т. Д. Каценеленбоген. Расположен в историческом районе Троицкое поле. Жилмассив был построен для рабочих заводов «Большевик», «Экономайзер» и «Вена», строительство велось товариществами на паях.
Дома первой очереди были соединены одноэтажными пристройками-прачечными. Во второй очереди первый этаж одного из корпусов был отведён под ясли, один корпус был кооперативным, один — общежитием. В жилмассиве была 181 квартира, из них более 100 — трёхкомнатные. Использована лучевая планировка.
Критика приняла жилмассив плохо, назвав план и стиль «тюремными», раскритиковав отсутствие стиля и строгое расположение, а также вынужденное превращение излишне больших и, следовательно, излишне дорогих для рабочих семей квартир в коммунальные на 2-3 семьи. Также отмечается, что «комплекс оставляет впечатление незавершённости».
В 1970-х годах к одному из корпусов была пристроена библиотека; в остальном жилмассив сохранился без изменений.
До образования в 1976 году Рабфаковской улицы и трёх Рабфаковских переулков, сохранялась нумерация по Полю, то есть, например, дом № 5 по 1-му Рабфаковскому переулку имел адрес «Троицкое Поле, дом литер „Г“».
Жилмассив подразделён на три городка.
Первый городок:
- 1-й Рабфаковский пер., 5 (1927)[3]
- 1-й Рабфаковский пер., 7 (1925—1927)[4]
- 1-й Рабфаковский пер., 9 к.1 (1927)
- 1-й Рабфаковский пер., 9 к.2 (1927)

Второй городок:
- 1-й Рабфаковский пер., 6
- ул. Бабушкина, 133М (на 8 февраля 2025 года — нежилой)
- ул. Бабушкина, 135

Третий городок:
- 1-й Рабфаковский пер., 11 (1932)
- Рабфаковская ул., д.3к.1
- Рабфаковская ул., 3 к.2 (1932)
- Рабфаковская ул., 3 к.3 (1932)
- Рабфаковская ул., 3 к.4 (1932)

Не входят ни в один из «городков» дома по адресам:
- 2-й Рабфаковский пер., 1 к.1
- 2-й Рабфаковский пер., 5 к.1 (1935)